# Nahuel 1A
Nahuel 1A (Tygr) argentin kommunikációs műhold.

## Küldetés
Az első és az utolsó argentin távközlési műhold.

## Jellemzői
Gyártotta a Aérospatiale Cannes-Mandelieu (francia) és a Daimler -Benz Aerospace GmbH (DASA –    német), működtette a Nahuelsat SA. Társműholdja: Americom 2 (Amerikai Egyesült Államok).
Megnevezései: COSPAR: 1997-002B; SATCAT kódja: 24714.
1997. január 30-án a Guyana Űrközpontból az ELA–2 (LC–Launch Complex) jelű indítóállványról egy Ariane 44L (44L/H10-3) hordozórakétával állították közepes magasságú Föld körüli pályára. Az orbitális pályája 1436,08 perces, 71,8 fokos hajlásszögű, geostacionárius pálya perigeuma 3577 kilométer, az apogeuma 35 795 kilométer volt.
Három tengelyesen forgás stabilizált műhold. Típusa Spacebus 2000, méretei: 1,64 × 1,64 × 2,2 méter. Felszálló tömege 1790, tömege pályamagasságban  1100, műszeres tömege 831 kilogramm. Tervezett szolgálati ideje 5 év. 19 Ku-sávban biztosította a transzpondert. Egy időben 36 televíziós csatornát, 18 000 telefonhívást tudott átjátszani Közép- és Dél-Amerikában. Hajtóanyagával a gázfúvókák segítették a stabilitást és a pályaelem tartását. Az űreszközhöz kettő napelemt (3,2 kW) rögzítettek (fesztávolságuk 22,4 méter), éjszakai (földárnyék) energia ellátását újratölthető kémiai akkumulátorok biztosították.
2010 júniusában elfogyott a hajtóanyag, és az űregység elmozdult pozíciójából.